# International Festival of Arts & Ideas

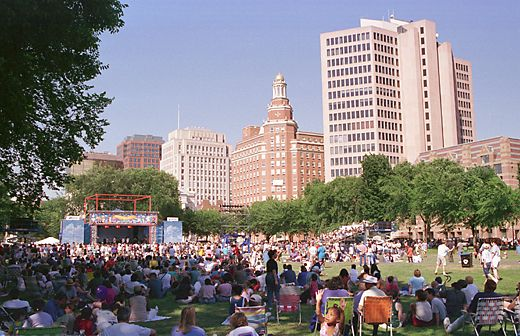
The International Festival of Arts & Ideas: Eine Veranstaltung in New Haven Green (2006)

Das International Festival of Arts & Ideas ist ein jährlich stattfindendes Festival in New Haven (Connecticut). Es ist ein 15-tägiges Festival der darstellenden Künste mit Vorträgen und Gesprächen, bei dem viele große, internationale Künstler und Denker zugegen sind. Jeden Juni finden in den Theatern sowie auf den Freiflächen und Höfen in New Haven Aufführungen und Dialoge statt, welche bei den Besuchern die Sinne kitzeln, den Geist anregen und die Seele inspirieren sollen.

## Festival
Anzahl und Form der Veranstaltungen bei diesem Festival können jährlich variieren. Es sind in der Regel zwischen 150 und 200 Veranstaltungen. Mehr als 80 % der Programmpunkte sind kostenfrei für die Besucher, darunter Veranstaltungen weltweit renommierter Jazz-, Klassik-, Tanz- und Theaterkünstler. Einige Festivalprogramme laufen während des gesamten Jahres, darunter Bildungsprogramme, wie zum Beispiel das Festival Fellowship Program für benachteiligte Jugendliche.
Das International Festival of Arts & Ideas wurde 1996 von Anne Calabresi, Jean M. Handley und Roslyn Meyer als ein jährliches Festival in New Haven – einer kleinen Stadt, mit einem vielfältigen und soliden kulturellen Bildungsangebot – gegründet. Es unterscheidet sich von den etablierten Kunstfestivals durch seine Vereinigung von Konzeptveranstaltungen. Ziel war es, Weltklasse-Künstler und herausragende Denker aus der ganzen Welt zusammenzubringen, um die Stadt und den Staat als einen wichtigen Ort für die Kunst zu präsentieren.

## Wahrnehmung in der Öffentlichkeit
Das Festival nimmt seit 1996 an Bekanntheit und Beliebtheit in der Öffentlichkeit zu, sowohl national als auch international. So fanden bei dem International Festival of Arts & Ideas im Jahr 2013 174 Veranstaltungen statt, welche von 138.985 Besuchern aufgesucht wurden. 85 % dieser Veranstaltungen waren kostenlos für die Öffentlichkeit. Dieser Erfolg war das Ergebnis beträchtlicher Investitionen und Unterstützung des Staates Connecticut, der Yale University, der Community Foundation of Greater New Haven (CFGNH), der First Niagara Bank und dem National Endowment for the Arts (NEA), welche alle Hauptsponsoren des Festivals sind. Es war das erfolgreichste Festival seit dessen Gründung. In diesem Zusammenhang sagte der Vorstandsvorsitzende des Festivals, Gordon Geballe, folgendes:

“We are thankful to sponsors, supporters, and visitors for making this happen. The Festival has always sought to be a lively place for cultural activity and an economic driver for our region, and this year’s result goes a long way in proving why we continue to do what we do each June.”

„Wir sind den Sponsoren, Unterstützern und Besuchern dankbar, die das ermöglichten. Das Festival sollte schon immer ein lebendiger Ort für kulturelle Aktivitäten, aber auch ein wirtschaftlicher Impuls für unsere Region sein. Das diesjährige Ergebnis ist ein weiterer Beweis dafür, warum wir das tun, was wir jeden Juni tun.“

Nach einer Wirtschaftsstudie von der Quinnipiac University wurden während des International Festivals of Arts & Ideas im Jahr 2013 Einnahmen in Höhe von etwa 34,3 Millionen Dollar generiert, was eine Steigerung von ungefähr 37 % zum Vorjahr bedeutete. Besucher des Festivals gaben an, durchschnittlich 127,88 Dollar für Lebensmittel, Einzelhandel, Unterkunft und Transport ausgegeben – 21 % mehr als beim Festival 2012 – und durchschnittlich 3,7 Tage bei dem Festival verbracht zu haben. Des Weiteren besuchten die Besucher das Festival in Gruppen von mindestens 2 oder mehr Personen.
Mary Lou Aleskie, Geschäftsführerin des Festivals, sagte in diesem Zusammenhang folgendes:

“We continue to find that the Festival is an event that draws great crowds of people from around the region who want to stay in Connecticut and spend money here. Visitor spending, combined with the Festival’s investment in jobs and local services necessary to produce the Festival, are generating further revenue for our state.”

„Wir finden weiterhin, dass das Festival ein Event ist, welches viele Menschen aus der ganzen Region anlockt, die in Connecticut Zeit verbringen und hier ihr Geld ausgeben wollen. Die Ausgaben der Besucher verbunden mit den Investitionen des Festivals in Arbeitsplätze und lokale Dienstleistungen, die für die Durchführung des Festivals notwendig sind, schaffen weitere Einnahmen für unseren Staat.“

Im Vergleich zu anderen Festivals in den Vereinigten Staaten zieht dieses mehr Besucher und Ausgaben pro Kopf während der 15-tägigen Festivalperiode an. In diesem Zusammenhang sagte Aleskie folgendes:

“We’re proud to say that the Festival generally has a greater impact on Connecticut than many other cultural events and festivals that occur nationally. This is partly due to the length of the Festival but also, we believe, due to the investments we make in keeping this festival open-access for all visitors while staying deeply engaged with the business community.”

„Wir sind stolz darauf zu sagen, dass das Festival generell einen größeren Einfluss auf Connecticut hat, als viele andere kulturelle Veranstaltungen und Festivals, die auf nationaler Ebene stattfinden. Dies hängt zum Teil mit der Länge des Festivals zusammen, aber wir glauben auch, dass wir dieses Festival für alle Besucher zugänglich machen, während wir tief mit der Geschäftswelt verbunden sind.“

Während des International Festivals of Arts & Ideas im Jahr 2013 traten 817 Künstler und Redner auf, darunter 696 US-Amerikaner. Von den Künstlern stammten 474 Personen aus Connecticut, wobei 268 Personen in New Haven wohnhaft waren.

## Künstler (Auswahl)
- Red Baraat, eine US-amerikanische Brooklyn Bhangra Band
- Calexico, eine US-amerikanische Band aus Tucson, Arizona
- Carolina Chocolate Drops, eine US-amerikanische Old-Time-Band aus North Carolina
- Rosanne Cash, eine US-amerikanische Country-Sängerin
- George Clinton, ein US-amerikanischer Musiker und Produzent. Bekannt ist er als Begründer des P-Funk sowie Kopf der Bands Parliament und Funkadelic.
- Lila Downs, eine mexikanisch-US-amerikanische Sängerin
- Pico Iyer, ein britischer Schriftsteller
- Mike Leigh, ein britischer Theater- und Filmregisseur, Drama- und Drehbuchautor, Schauspieler und Bühnenbildner
- Darlene Love, eine US-amerikanische Sängerin und Schauspielerin
- Yo-Yo Ma, ein US-amerikanischer Cellist
- Aaron Neville, ein US-amerikanischer Soul- und R&B-Sänger
- Ensemble des National Theatre of Scotland
- Maria Schneider Orchester
- Balletttänzerin Wendy Whelan und Choreograf Brian Brooks mit dem Stück Brooklyn Rider
- Julia Wolfe mit Bang On A Can All-Stars und Siti Company

## Visionary Leadership Award
Mit dem Visionary Leadership Award wird einmal jährlich eine weibliche Führungskraft geehrt, deren wegweisende Arbeit die Welt beeinflusst. Die Preisverleihung, die während eines festlichen Mittagessens abgehalten wird, und die damit verbundenen Veranstaltungen finden außerhalb des zweiwöchigen Festivals statt. Die Einnahmen von der Preisverleihung unterstützen den Jean Handley Fund für das International Festival of Arts & Ideas. Die Preisverleihung und die damit verbundenen Veranstaltungen verbinden die Konzeptprogramme des Festivals mit den täglichen Einflüssen auf die Gemeinschaft.
Der Award wurde zu Ehren der verstorbenen Jean M. Handley geschaffen, welche als Gründungsdirektorin das International Festival of Arts & Ideas leitete. Handley sorgte stets für eine durchdachte und effektive Führung. Dabei war sie zeitlebens eine Fürsprecherin für viele Kunst-, Kultur-, Sozial- und Bildungsorganisationen in der Region. Für viele Frauen galt sie als Vorbild.
In der Folge ist eine Auflistung der Preisträgerinnen des Visionary Leadership Awards zu finden:
| # | Preisträgerin          | Jahr | Bemerkung |
| - | ---------------------- | ---- | --- |
| 1 | Zainab Salbi           | 2011 | Gründerin von Women for Women International                                                                               |
| 2 | Jill Abramson          | 2012 | erste weibliche Chefredakteurin der The New York Times                                                                    |
| 3 | Charlayne Hunter-Gault | 2013 | Preisgekrönte Journalistin und Aktivistin                                                                                 |
| 4 | Sheila Nevins          | 2014 | Präsidentin von HBO Documentary Films                                                                                     |
| 5 | Angélique Kidjo        | 2015 | Sängerin, Songschreiberin, UNICEF-Botschafterin                                                                           |
| 6 | Sheryl WuDunn          | 2016 | Wirtschaftsführerin, preisgekrönte Journalistin und Human Rights Aktivistin                                               |
| 7 | Majora Carter          | 2017 | Beraterin für Revitalisierungsstrategien, Projektentwicklerin und mit dem Peabody Award ausgezeichnete Rundfunksprecherin |